# Rawanduz

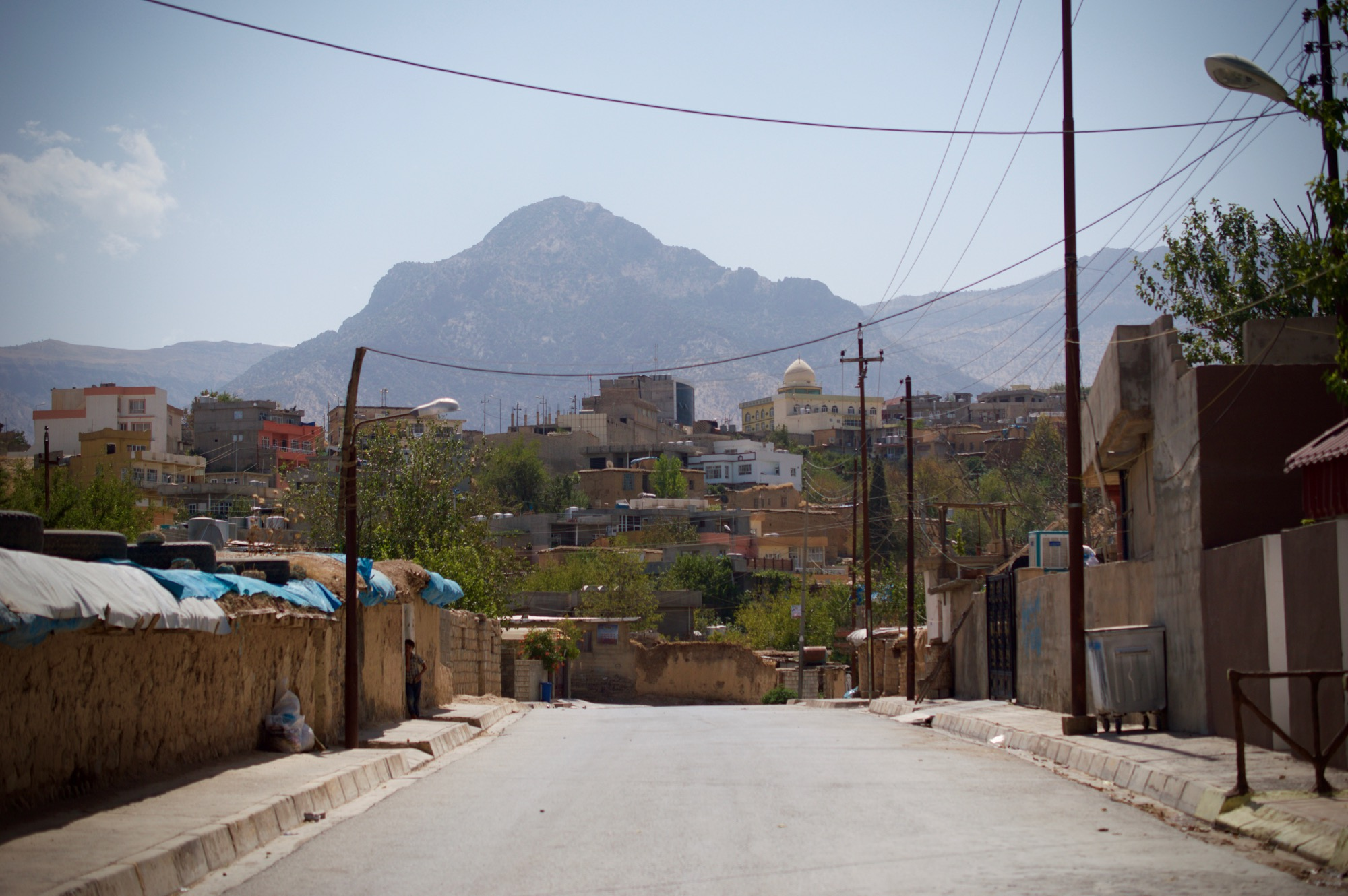

Rawanduz är en stad i Irakiska Kurdistan med cirka 20 000[källa behövs] invånare. Det finns många vattenfall i staden, som är omgiven av många berg, Zozik, Korek och Hendrenbergen. Den är även Södra Kurdistans och Iraks högsta punkt med sina 3 659 m ö.h.

## Bildgalleri

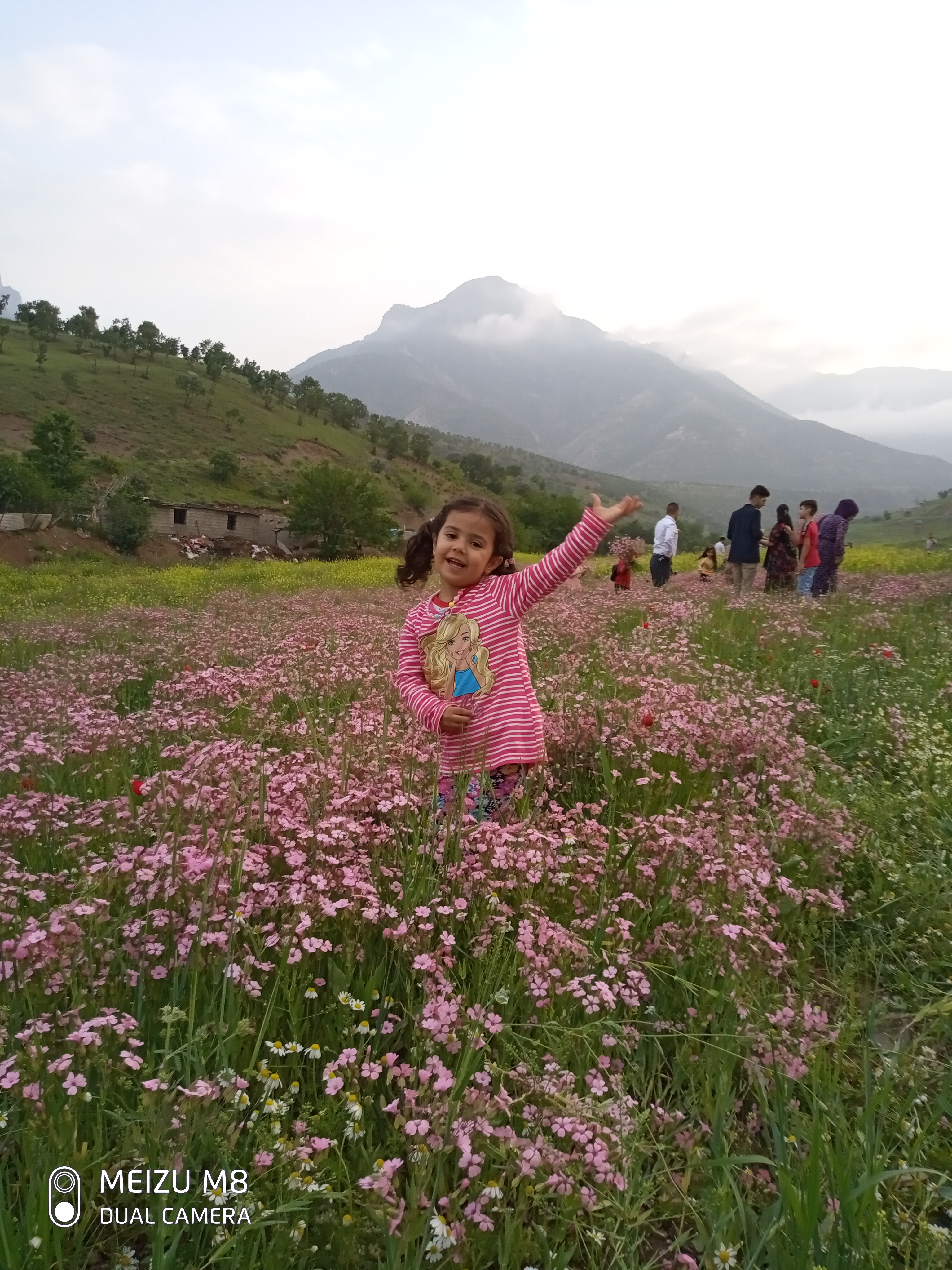
Peruyan.
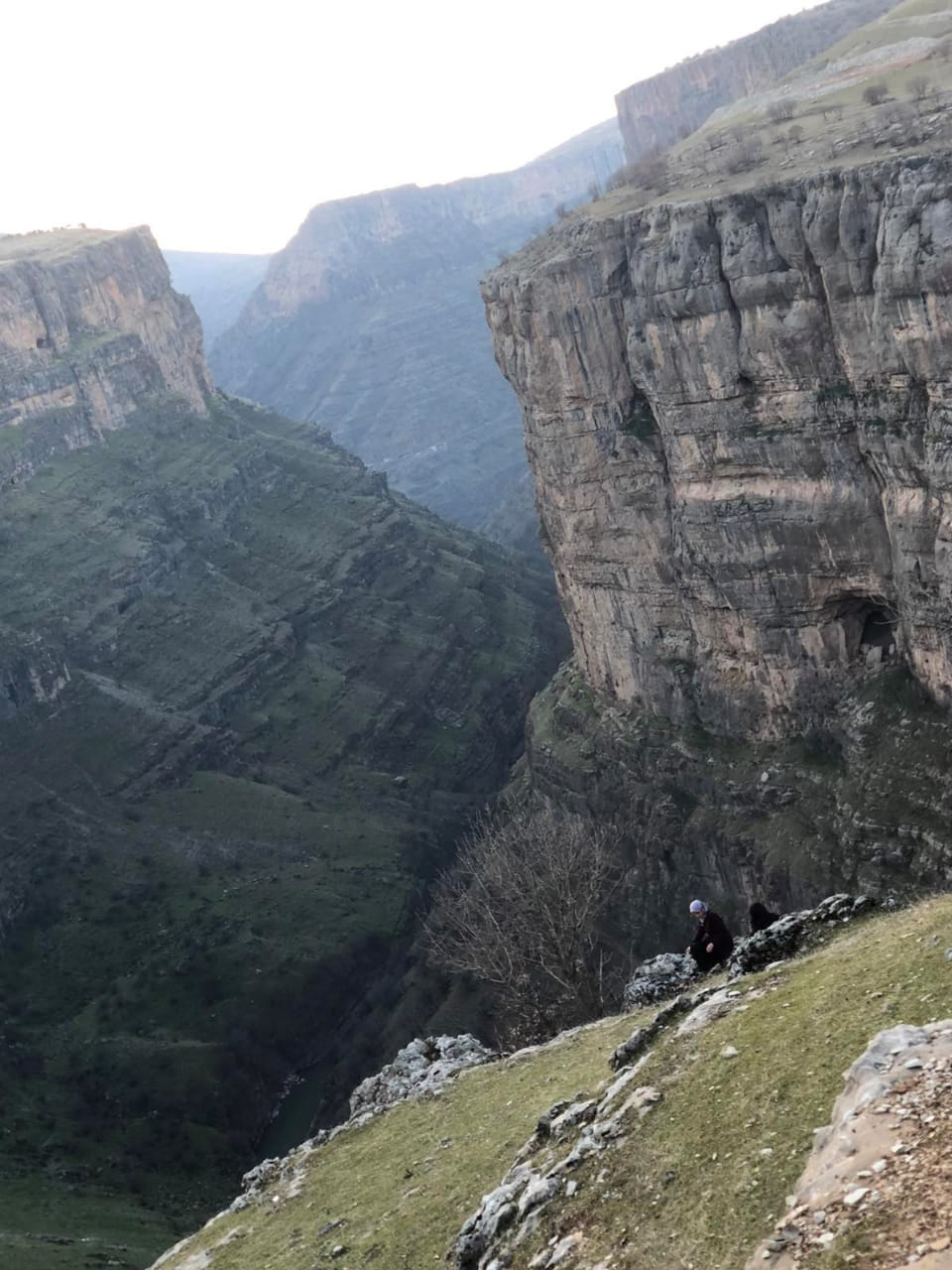
Rawanduz-klyftan.
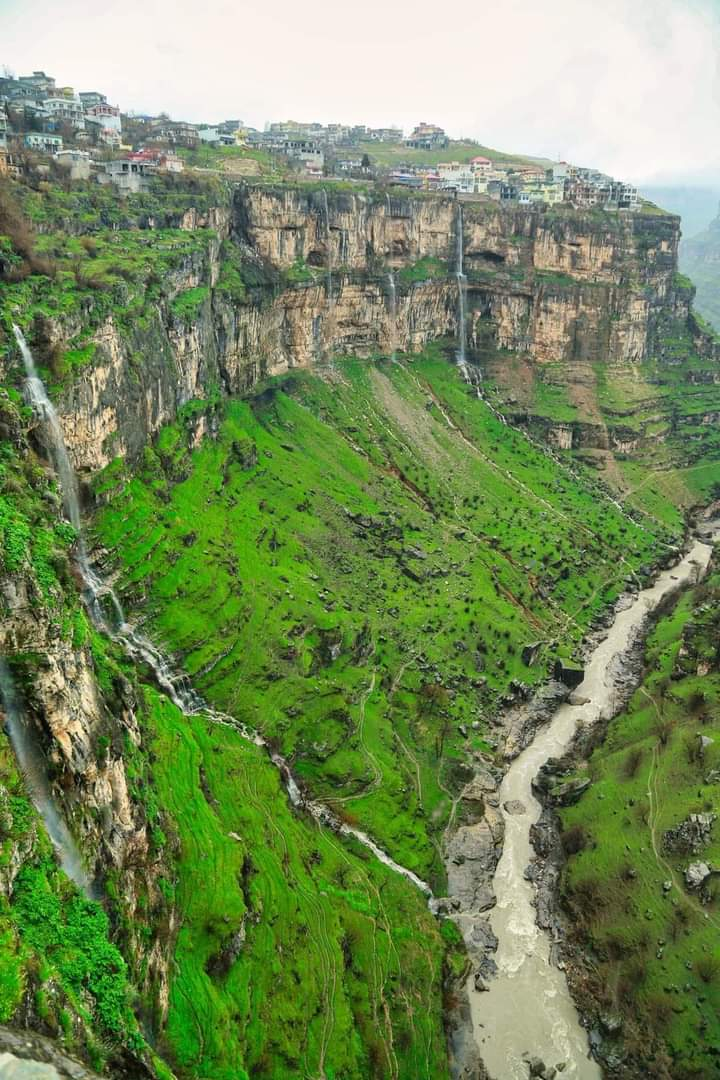
Rawanduz-klyftan.
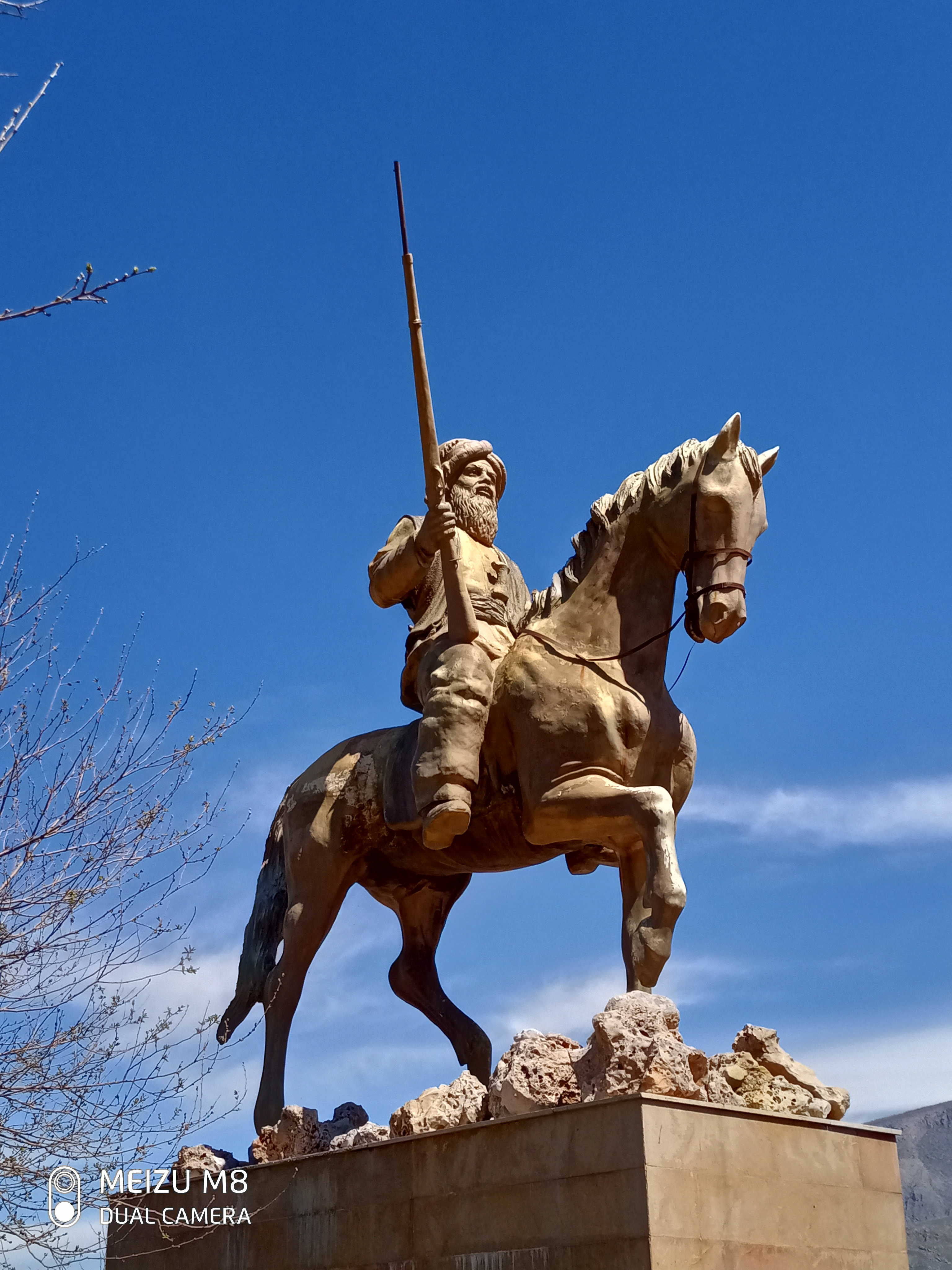
Staty av Muhammad, pasha över Rawanduz.
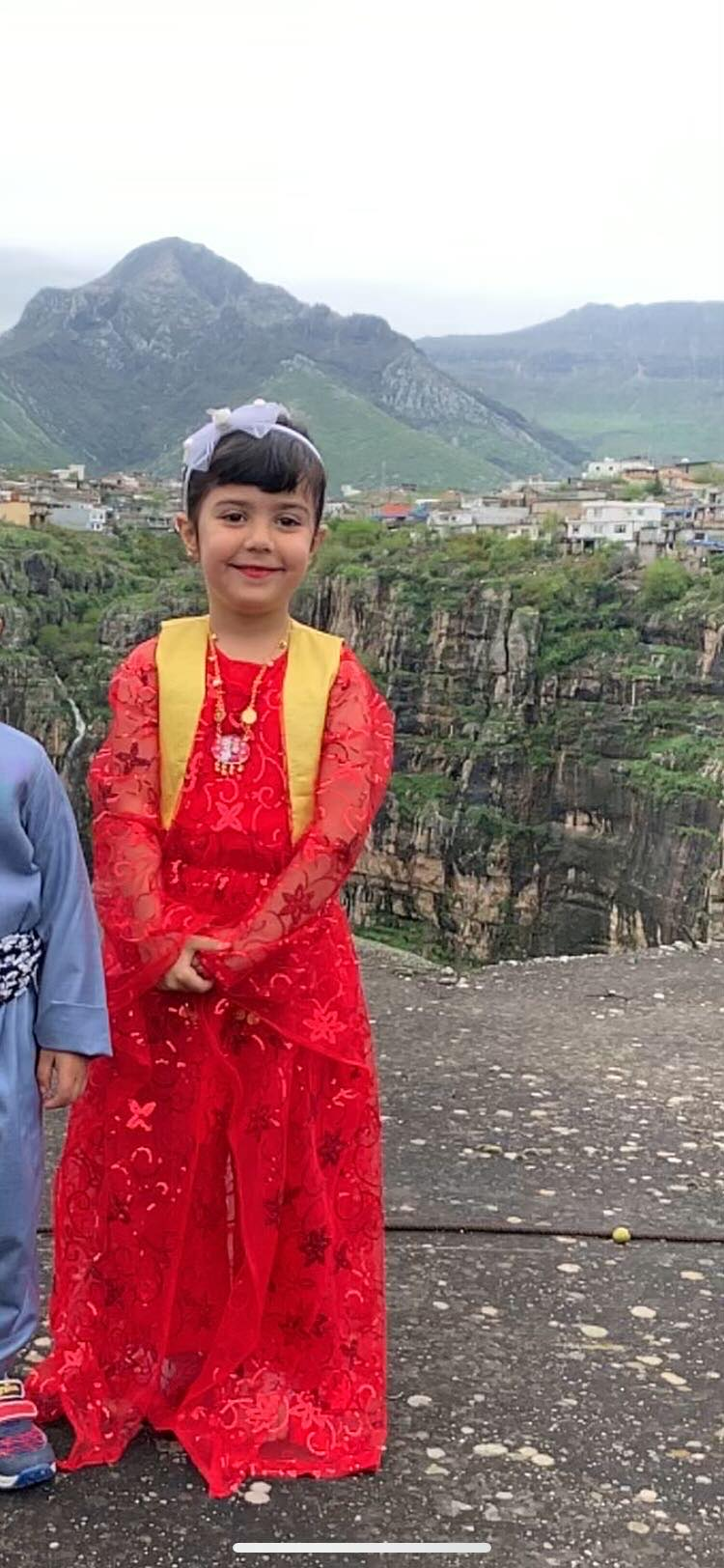
En flicka i kurdisk klänning i Rawanduz.